# Stalag w Olchowcach (Sanok)
Stalag w Olchowcach – niemiecki obóz dla jeńców radzieckich w Olchowcach (pow. Sanok) podczas II wojny światowej.

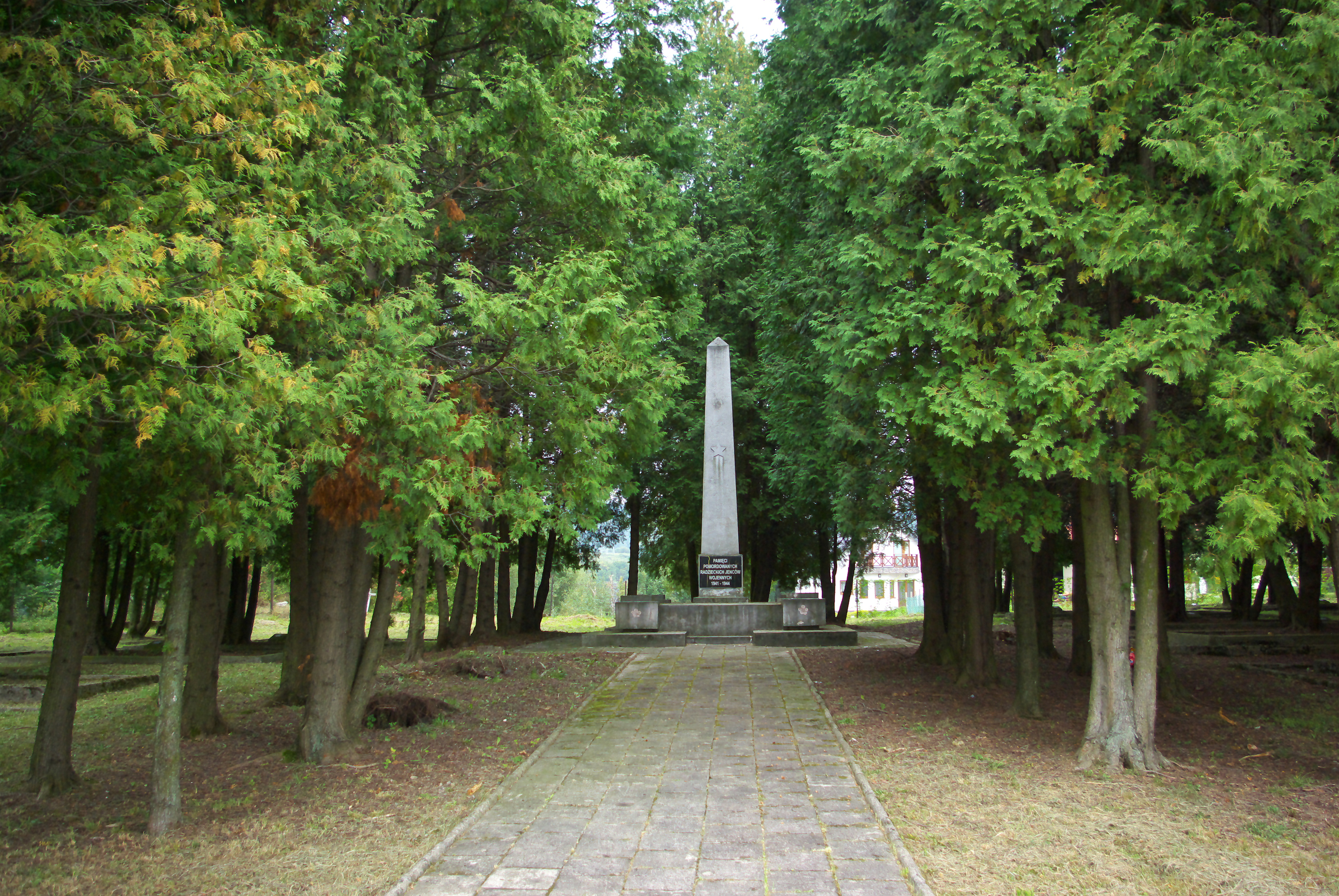
Cmentarz jeńców radzieckich w Olchowcach

## Opis
Obóz powstał po ataku Niemiec na ZSRR z 22 czerwca 1941 (według jednej wersji w lipcu 1941, według innej jesienią 1941). Stalag umieszczono na terenie przylegającym do dawnych zabudowań koszarowych położonych na prawym brzegu Sanu, w odległości ok. 1,5 km od centrum miasta Sanoka, w pobliżu mostu prowadzącego do ówczesnej wsi Olchowce. Celem usprawnienia infrastruktury w 1941 obóz był rozbudowywany, zostało postawionych kilka baraków oraz obiekty gospodarcze i administracyjne. Łącznie powstało 30 baraków. Osadzonych przetrzymano także w starej ujeżdżalni i w stajni. W narożnikach terenu stalagu istniały wieżyczki wartownicze. Całość została ogrodzona wysoką siatką z drutem kolczastym, zaś wzdłuż ogrodzenia odbywały się patrole strażnicze. Obóz zajmował powierzchnię 7 ha. Przy rozbudowie obozu zatrudnieni byli mieszkańcy Sanoka, a także Żydzi.
Początkowo działał jako filia Stalagu 327. Obozy o tej samej numeracji istniały jeszcze w Nehrybce i Pikulicach, także dla jeńców włoskich i holenderskich. W niemieckich sprawozdaniach z obozów, zamiast nazwy Olchowce używana była czasem nazwa Sanok, gdyż Olchowce odgradzała od Sanoka tylko rzeka San, podobnie zamiast Pełkinie - nazwa Jarosław, itp.. Stalagowi w Olchowcach podporządkowane były m.in. obozy jenieckie w Rymanowie (utworzono dwa obozy Rymanowie wskutek przeludnienia obozu w Olchowcach) i Szebniach.
W obozie zostali osadzeni sowieccy jeńcy wojenni. Według źródeł rosyjskich w obozie osadzeni byli jeńcy, którzy „временно не были готовы к несению службы”. W wyniku prowadzonej przez Niemców akcji werbunkowej następnie oddzielono ochotników do kolaboracyjnej armii Własowa od pozostałych osadzonych. Według danych niemieckich 1 maja 1942 obóz liczył 906 jeńców, a 1 czerwca 1942 już 7340. Warunki życia osadzonych były skrajnie niekorzystne. Jako pożywienie podawano im gotowane buraki, zepsute ziemniaki, chleb wypieczony z mąki i trocin. Cierpiący głód jeńcy spożywali trawę. Doskwierało im zimno. Podczas osadzenia nękanym przez głód i choroby jeńcom udzielała pomocy miejscowa ludność, mimo tego, że Niemcy oddawali strzały w stronę osób zbliżających się do ogrodzenia. Okoliczni mieszkańcy podawali jeńcom żywność także podczas ich drogi do pracy poza stalag. W pewnym stopniu pożywienie przekazywali także zatrudnieni wewnątrz obozu. Zarówno głód i chłód, jak też choroby i wynikające z nich epidemie, przyczyniały się do masowej umieralności jeńców, wobec czego dziennie śmierć ponosiło od kilku do kilkudziesięciu osób. Dochodziło do tego mimo wysiłków lekarzy, osadzonych w gronie jeńców. Po bitwie stalingradzkiej, zakończonej w lutym 1943, Niemcy zmniejszyli rygoryzm wobec jeńców, którzy od tej pory mieli możliwość pracy rolniczej poza obozem, co zarazem stwarzało okazję do ucieczek. Grupa około 20 jeńców po ucieczce ukrywała się w pobliskich Górach Słonnych, tworząc oddział partyzancki, potem operujący w rejonie Komańczy. Inna z ucieczek zakończyła się niepowodzeniem i uczestniczący w niej jeńcy polegli. W 1943 rozważana była możliwość ataku radzieckich partyzantów z oddziału partyzanckiego im. Pożarskiego, przebywającego w tym czasie w Górach Słonnych, lecz ostatecznie z planu zrezygnowano.
Stalag funkcjonował do lipca 1944 (do lutego 1944 jako Stalag 327/Z, do lipca 1944 jako Stalag 325/Z). Wobec zbliżania się frontu wschodniego Niemcy czynili starania zmierzające do likwidacji stalagu. Pozostały przy zdrowiu jeńcy skierowano do Krosna, skąd mieli zostać wywiezieni na obszar III Rzeszy. Pozostali mieli zostać zamordowani. W planowanym dniu ich likwidacji przelatujące samoloty radzieckie zrzuciły bomby w okolicy, co doprowadziło do popłochu w obozie, wskutek czego jeńcy pokonując ogrodzenie zbiegli w okoliczne lasy, gdzie przy wsparciu miejscowej ludności przeczekali do czasu wkroczenia Armii Czerwonej. Dozorujący obóz Niemcy wyjechali z tego miejsca przed nadejściem sowietów. Przejęcia obozu dokonał oddział Leonida Berensteina, przejmując ok. 100 osadzonych tam żołnierzy radzieckich.
Według szacunków Tadeusza Kowalskiego przez stalag przeszło ok. 20 tysięcy jeńców, a ok. tysiąc poniosło w nim śmierć. Według innej wersji łącznie w obozie przebywało 16-20 tys. jeńców, a zmarło ok. 10 tys.. Ciała zmarłych były chowane w miejscu nieopodal na wzgórzu, później zaadaptowanym na cmentarz, położony przy obecnej ulicy ppor. Mariana Zaremby w Olchowcach. Ustanowiono tam obelisk upamiętniający z inskrypcją Pamięci pomordowanych radzieckich jeńców wojennych 1941-1944.
Pozostałości ogrodzenia obozu przetrwały co najmniej do początku lat 80..